# Léonard Ginsburg
Léonard Ginsburg nació en París el 16 de marzo de 1927, y falleció en Avon (Seine-et-Marne) el 31 de enero de 2009. Fue un geólogo y paleontólogo francés, quien desarrolló una parte sustantiva de su desempeño profesional en el Museo Nacional de Historia Natural de Francia.

## Sus primeros años
Nació en una familia de origen ucraniano que no practicaba ninguna religión. Durante la Segunda Guerra Mundial, fue obligado a llevar la estrella amarilla debido al antisemitismo de Estado del Régimen de Vichy, pero sobrevivió gracias a organizaciones benéficas que le escondieron en provincia junto con otros niños. Y ya en esos años, Léonard manifestaba su « pasión por las rocas y por los fósiles ».

## Su carrera
Léonard Ginsburg comenzó su carrera profesional en el C.N.R.S. en 1953.
Se dio a conocer realizando estudios de impacto geológico para la construcción de la Cathédrale du Sacré-Cœur d'Alger, y finalizó su doctorado en ciencias en 1958. Fue entonces cuando decidió especializarse específicamente en paleontología de vertebrados : su tesis de doctorado de Estado la dedicó a los carnívoros del Mioceno, bajo la dirección del profesor René Lavocat.
En 1954, entró a trabajar en la Galería de Paleontología y de Anatomía Comparada del Museo Nacional de Historia Natural de Francia, institución a la que estuvo vinculado ininterrumpidamente durante los siguientes 42 años, hasta su retiro en el año 1995.
Corresponde destacar que Léonard Ginsburg publicó más de trescientos escritos académicos relativos a su especialidad, trabajando sobre todo en fósiles de mamíferos del Cenozoico, en particular la fauna del Mioceno de Eurasia, temática en la que fue reconocido a nivel mundial.
Ginsburg se interesó también en los mamíferos y los dinosaurios del Mesozoico, planteando dudas sobre la posibilidad de que un solo impacto meteorítico (teoría de Luis Walter Álvarez) hubiera bastado para provocar la extinción en masa del Cretácico-Terciario, y defendiendo la tesis de múltiples causas, la principal de las cuales (en su opinión) sería la de un cambio climático debido a la retracción marina del Cretácico superior.
Ginsburg recorrió muchas zonas en todos los continentes en su búsqueda de nuevos fósiles, que así enriquecieron las colecciones del museo. Y entre otras cosas, puede destacarse que fue el codescubridor de uno de los más grandes anfibios de todos los tiempos, encontrado en Lesoto, cerca de Alweynskop; se trataba de un gigante Brachyopoide de siete metros de longitud, especie que vivió hacia el fin del Triásico y principios del Jurásico. Además, mucho contribuyó también a poner de manifiesto la gran variedad de mamíferos del Mesozoico, mucho más numerosos y diversos de lo que antes se pensaba.

## Léonard Ginsburg en la cultura
Léonard Ginsburg ha participado en numerosas entrevistas científicas, por lo general en relación con la Galería de Paleontología y de Anatomía Comparada del Museo Nacional de Historia Natural de Francia, sito en el Jardín de las Plantas, en París, y fue también tomado como modelo por el novelista Bernard Lenteric para su personaje Léonard Guinsberg en la obra de ciencia ficción titulada La guerre des cerveaux (publicada en 1986).
En 1984 y ordenando una serie de antiguas colecciones, Ginsburg encontró una caja conteniendo fósiles de grandes dimensiones, que un animador de espectáculos del siglo XVIII había presentado todo a lo largo y ancho de Francia, como que eran « la osamenta del gigante Theutobocus, rey de los teutones, muerto por Marius en la batalla de Aquae Sextiae » : y allí, en ese material, identificó un diente como perteneciente a un ejemplar de Deinotherium, un elefante ya extinto. Por tanto, esa superchería que había sido iniciada en el siglo XVI por Mazuyer, cirujano en Beaurepaire, así como por David Bertrand o Chenevier, notario, y ya denunciada en el siglo XVII por otro cirujano, Jean Riolan, y también en el siglo XIX por el anatomista Blainville, fue lo que terminó por permitir a Ginsburg de hacer esta interesante constatación.
Complementariamente, cabe señatar que Léonard Ginsburg fue también miembro del comité de honor de la Maison internationale des poètes et des écrivains de Saint-Malo, departamento de Ille y Vilaine, en el noroeste de Francia.

## Artículos y libros de difusión
- L’extinction de masse des Dinosaures à la lumière de la Paléontologie, L’École, 1965, n.º9, pp. 293–298 y 327-328.[8]
- Sur les traces des Dinosaures. Science et Avenir, 1966, n.º 233 : 476-481.
- Comment tuer les Dinosaures ? Science et Avenir, 1975, n.º 340 : 602-607.
- Les vertébrés ces méconnus : 600 millions d'années d'évolution, des origines à l'homme, editorial 'Hachette', año 1979.[14]
- Prefacio del libro "Les premiers temps de la vie sur la terre" de Hervé Lelièvre, colección 'Sciences et Découverte', pp. 7-9, editor 'Rocher', París, 1987.[15]
- Prefacio del libro "Le monde merveilleux de la galerie de Zoologie" del pintor Jürg Kreienbühl, 7-9. Galerie Specht édit.; Bâle 1988.
- Une énigme scientifique : la mort des Dinosaures. Courrier de l’Unesco, traduit en 33 langues. Février 1990 : 44-45.
- La domestication du chat, in "Les chats des pharaons" (catalogue de l'expo). Inst. Royal Sc. nat. de Belgique :16-19, 1990.
- Mummified Egyptian Crocodiles and Alligators, in Crocodiles, Alligators and Caïmans. Weldon Owen Publ. Ed.: 158; Sydney. Traduction française: Bordas, 1991.
- À propos de l’extinction des Dinosaures. SAGA, numéro spécial “ 60 ans ”, 1999, p. 25-28.